# Copris afgoi
Copris afgoi là một loài bọ cánh cứng trong họ Bọ hung (Scarabaeidae).